# Diego Lima
Diego da Costa Lima (sinh ngày 30 tháng 9 năm 1988 ở Duque de Caxias, Rio de Janeiro) là một cầu thủ bóng đá người Brasil thi đấu cho câu lạc bộ Thái Lan Army United ở vị trí tiền vệ.